# Ildefonso Joaquín Infante y Macías
Ildefonso Joaquín Infante y Macías (Moguer, 31 maggio 1813 – Moguer, 2 luglio 1888) è stato un vescovo cattolico spagnolo.

## Biografia
È nato a Moguer, nell'allora arcidiocesi di Siviglia, il 31 maggio 1813. Entrato nell'ordine benedettino, è stato ordinato presbitero nel 1838. Ha conseguito il dottorato in teologia a Madrid.
Il 23 maggio 1876 papa Pio IX lo ha nominato amministratore apostolico della diocesi di Ceuta, con il titolo di vescovo di Claudiopoli di Isauria. È stato consacrato il successivo 18 giugno nella cattedrale di Cadice da Félix María Arrieta y Llano, vescovo di Cadice, coconsacranti il futuro cardinale Antolín Monescillo y Viso, vescovo di Jaén, e Manuel María León González y Sanchez, vescovo ausiliare di Siviglia.
Il 20 marzo 1877, papa Pio IX lo ha nominato vescovo di San Cristóbal de La Laguna. Ha preso possesso della diocesi per procura il 6 luglio successivo; personalmente è arrivato il 15 luglio. Fra i suoi primi atti in questa diocesi vi è stata la creazione di un seminario.
Per motivi di salute ha presentato le dimissioni che sono state accettate il 25 aprile 1882.
È morto il 2 luglio 1888 a Moguer; è stato sepolto nell'Eremo di Nostra Signora di Montemayor a Moguer.

## Genealogia episcopale
La genealogia episcopale è:
- Cardinale Scipione Rebiba
- Cardinale Giulio Antonio Santori
- Cardinale Girolamo Bernerio, O.P.
- Arcivescovo Galeazzo Sanvitale
- Cardinale Ludovico Ludovisi
- Cardinale Luigi Caetani
- Cardinale Ulderico Carpegna
- Cardinale Paluzzo Paluzzi Altieri degli Albertoni
- Papa Benedetto XIII
- Papa Benedetto XIV
- Papa Clemente XIII
- Cardinale Marcantonio Colonna
- Cardinale Giacinto Sigismondo Gerdil, B.
- Cardinale Giulio Maria della Somaglia
- Cardinale Luigi Lambruschini, B.
- Cardinale Giovanni Brunelli
- Cardinale Lorenzo Barili
- Vescovo Félix María Arrieta y Llano, O.F.M.Cap.
- Vescovo Ildefonso Joaquín Infante y Macías, O.S.B.